# Tiphaine Calmettes
Pour les articles homonymes, voir Calmettes.
Tiphaine Calmettes, née en 1988 à Ivry-sur-seine, est une artiste contemporaine et sculptrice française. Elle vit à Célony et travaille à Marseille.

## Biographie
Elle est diplômée de l’École nationale supérieure d'art de Bourges. Tiphaine Calmettes travaille le béton, la terre, la mousse, les plantes. Elle explore et invente de nouveaux formats tout en s'appuyant sur des procédés anciens. Elle revisite la manière de faire, elle inscrit de nouvelles fictions à partir des récits et des gestes d'anciens. Elle réalise des sculptures et des installations pour lesquelles elle propose des espaces d'expérimentation avec le public, afin de  partager des pratiques traditionnelles et de connaissances ancestrales. Elle questionne nos rapports aux artefacts.
En 2013, elle réalise des tableaux-béton. Elle compose ses tableaux à partir d'éléments qu'elle collecte dans son environnement : plantes, pierre. Elle imprime ses objets dans un support de terre qu'elle va ensuite recouvrir et fixer avec du béton.
En 2022, elle invite le public dans un ensemble de sculptures à partager un souper.

## Expositions
- « Les nourritures criées », Centre d'art contemporain La Traverse, Alfortville, 2019
- Kunstwerk Carlshütte, Büdelsdorf , 2019
- « La Terre embrasse le sol » en résonance, 15e Biennale d’art contemporain à l’ENS de Lyon, 2019
- « Attiser le feu pour qu’il reprenne », Centre de céramique contemporaine La Borne, 2020[5]
- Institut d'Art Contemporain, Villeurbanne, 2020[2]
- « Il y avait des odeurs qui marchaient », École nationale supérieure d'arts de Paris-Cergy, 2020[6]
- Centre international d'art et du paysage de Vassivière, 2020 et 2021[7]
- « Soupe Primordiale », Bétonsalon - Centre d'art et de recherche, 2022[8]

## Distinctions
- Lauréate du Prix Aware pour l’art contemporain en 2020[1]

## Vidéo
- Tiphaine Calmettes, série L'Atelier, Arte, 7 min 12 s